# Tetanocera oxia
Tetanocera oxia är en tvåvingeart som beskrevs av Steyskal 1959. Tetanocera oxia ingår i släktet Tetanocera och familjen kärrflugor. Inga underarter finns listade i Catalogue of Life.